# سیمارون (فیلم ۱۹۳۱)
سیمارون (انگلیسی: Cimarron) فیلمی وسترن به کارگردانی وسلی راگلز است که در سال ۱۹۳۱ منتشر شد.